# Tương Hoàng kỳ
Tương Hoàng kỳ (tiếng Mãn: ᡴᡠᠪᡠᡥᡝ
 ᠰᡠᠸᠠᠶᠠᠨ

Tương Hoàng kỳ

 ᡤᡡᠰᠠ, Möllendorff: kubuhe suwayan gūsa, Abkai: kubuhe suwayan gvsa, tiếng Trung: 鑲黃旗, tiếng Anh: Bordered Yellow Banner) là Kỳ đứng đầu (頭旗, tiếng Mãn: ᡶᡝᡵᡝ
 ᡤᡡᠰᠠ, Möllendorff: fere gūsa) trong chế độ Bát Kỳ của Thanh triều, lấy cờ sắc vàng viền đỏ mà gọi tên, cùng với Chính Hoàng kỳ và Chính Bạch kỳ xưng Thượng Tam kỳ và được trực tiếp quản lí bởi Hoàng đế. Do ảnh hưởng của văn hoá và quan niệm Hán nên một số người ngày nay và phim ảnh ngộ nhận Chính Hoàng kỳ là Kỳ đứng đầu, trên thực tế thì Tương Hoàng kỳ mới là Bát Kỳ chi thủ. Kỳ tịch của Hoàng đế cũng nằm trong Tương Hoàng kỳ, xưng là [Tương Hoàng kỳ Đệ nhất Tham lĩnh Đệ nhất Tá lĩnh].

## Giản lược
Tương Hoàng kỳ và Chính Hoàng kỳ được tách ra từ năm 1615, khi quân đội của Tứ kỳ ban đầu (Hoàng, Lam, Hồng và Bạch) được chia thành Bát kỳ bằng cách thêm một viền ngoài vào cờ hiệu của từng kỳ và ban đầu được thống lĩnh bởi Nỗ Nhĩ Cáp Xích. Sau khi Nỗ Nhĩ Cáp Xích mất, con trai là Hoàng Thái Cực trở thành Đại Hãn và quản lý cả Tương Hoàng kỳ và Chính Hoàng kỳ. Sau đó, Thuận Trị Đế tiếp quản Chính Bạch kỳ sau khi Nhiếp chính vương Đa Nhĩ Cổn qua đời. Kể từ đó, Hoàng đế trực tiếp quản lí Thượng Tam kỳ (Tương Hoàng kỳ, Chính Hoàng kỳ và Chính Bạch kỳ), ngược lại với Hạ Ngũ kỳ; bởi vì Thượng Tam kỳ do Hoàng đế trực tiếp cai quản nên các kỳ này không có Kỳ chủ. Thê thiếp của Hoàng đế, các Thái phi của Tiên đế, các Hoàng tử chưa phân phủ và các Công chúa chưa xuất giá có Kỳ tịch nằm trong Tương Hoàng kỳ. Cận vệ của Hoàng đế và Thị vệ của Tử Cấm Thành cũng được tuyển chọn từ Thượng Tam kỳ.

## Thông tin
| Binh lực                                                         | Tổng nhân khẩu | Kỳ chủ   | Lĩnh chủ |
| ---------------------------------------------------------------- | -------------- | -------- | -------- |
| 84 Tá lĩnh, 2 bán phân Tá lĩnh, binh lực ước chừng 37,000 tả hữu | Khoảng 230,000 | Hoàng đế | Không có |

## Danh nhân thuộc Tương Hoàng kỳ

### Mãn Châu
| Tên                       | Tên        | Tên                                                             | Họ                   | Ghi chú |
| ------------------------- | ---------- | --------------------------------------------------------------- | -------------------- | --- |
| Hán - Việt                | Hán        | Mãn                                                             | Họ                   | Ghi chú |
| Ngạch Diệc Đô             | 額亦都     | tiếng Mãn: ᡝᡳᡩᡠ, Möllendorff: eidu                              | Nữu Hỗ Lộc           | 1 trong 5 Khai quốc Công thần của Hậu Kim. Nhất đẳng Công. Thụy Hoằng Nghị. Thủy tổ của Nữu Hoằng Nghị Công phủ |
| Phí Anh Đông              | 费英东     | tiếng Mãn: ᡶᡳᡠᠩᡩᠣᠨ, Möllendorff: fiongdon                       | Qua Nhĩ Giai         | 1 trong 5 Khai quốc Công thần của Hậu Kim. Nhất đẳng Công. Thụy Trực Nghĩa Cưới con gái của Chử Anh. |
| Cát Cái                   | 噶盖       | tiếng Mãn: ᡬᠠᡬᠠᡳ, Möllendorff: Gʽagʽai, Abkai: Gʼagʼai          | Y Nhĩ Căn Giác La    | Cùng Ngạch Nhĩ Đức Ni sáng tạo ra văn tự cho tiếng Mãn thời kỳ đầu |
| Ngao Bái                  | 鳌拜       | tiếng Mãn: ᠣᠪᠣᡳ, Möllendorff: Oboi, Abkai: Oboi                 | Qua Nhĩ Giai         | Cháu trai của Phí Anh Đông 1 trong 4 Phụ chính Đại thần thời Khang Hi |
| Át Tất Long               | 遏必隆     | tiếng Mãn: ᠣᠪᠣᡳ, Möllendorff: Oboi, Abkai: Oboi                 | Nữu Hỗ Lộc           | Con trai Ngạch Diệc Đô và Mục Khố Thập 1 trong 4 Phụ chính Đại thần thời Khang Hi Nhất đẳng Công. Thụy Khác Hi Cha của Hiếu Chiêu Nhân Hoàng hậu và Ôn Hi Quý phi                                                                                                  |
| Đông Quốc Cương           | 佟国纲     | tiếng Mãn: ᡨᡠᠩ ᡤᡠᠸᡝ ᡬᠠᠩ, Möllendorff: tung guwe g῾ang           | Đông Giai            | Con trai Đông Đồ Lại, em trai của Hiếu Khang Chương hoàng hậu Nhất đẳng Công Tử trận trong cuộc chiến với Cát Nhĩ Đan |
| Đông Quốc Duy             | 佟国维     | tiếng Mãn: ᡨᡠᠩ ᡤᡠᠸᡝ ᠸᡝᡳ, Möllendorff: tung guwe wei             | Đông Giai            | Em trai Đông Quốc Cương Từng nhậm Nội đại thần, Nghị chính đại thần, Lĩnh thị vệ Nội đại thần Nhất đẳng Công. Thụy Đoan Thuần Cha của Hiếu Ý Nhân Hoàng hậu và Khác Huệ Hoàng quý phi                                                                              |
| Long Khoa Đa              | 隆科多     | tiếng Mãn: ᠯᠣᠩᡴᠣᡩᠣ, chuyển tả: Longkodo                         | Đông Giai            | Con trai Đông Quốc Duy Một trong hai trọng thần phò trợ Ung Chính lên ngôi Nhất đẳng Công. |
| Doãn Kế Thiện             | 尹繼善     | tiếng Mãn: ᠶᡝᠨᡤᡳᡧᠠᠨ, Möllendorff: yengišan                      | Chương Giai          | Đại thần thời Ung Chính và Càn Long. Từng nhậm Quân cơ đại thần, Văn Hoa điện Đại học sĩ, Lưỡng Giang Tổng đốc Tặng Thái bảo. Thụy Văn Đoan. |
| Phó Hằng                  | 傅恒       | tiếng Mãn: ᡶᡠᡥᡝᠩ, Möllendorff: Fu Heng                          | Phú Sát              | Em trai của Hiếu Hiền Thuần hoàng hậu. Trọng thần thời Càn Long. Từng nhậm Nội đại thần, Nghị chính đại thần, Hộ bộ Thượng thư, Tổng đốc Xuyên Thiểm, Bảo Hòa điện Đại học sĩ. Nhất đẳng Trung Dũng công. Tặng hàm Quận vương. Thụy Văn Trung. Phối thờ Thái miếu. |
| Phúc Khang An             | 福康安     | tiếng Mãn: ᡶᡠᠺᠠᠩᡤᠠᠨ, Möllendorff: Fukʽanggan, Abkai: Fukʻanggan | Phú Sát              | Con trai Phó Hằng. Sủng thần của Càn Long, đối đầu với Hòa Thân. Từng nhậm Tổng đốc Lưỡng Quảng. Nhất đẳng Gia Dũng Trung Duệ công. Sau được phong Bối tử. Sau khi qua đời được truy phong Gia Dũng Quận vương. Thụy Văn Tương. Phối thờ Thái miếu.                |
| Hải Lan Sát               | 海蘭察     | tiếng Mãn: ᡥᠠᡳᠯᠠᠨᠴᠠ, Möllendorff: Hailanca, Abkai: Hailanqa     | Đa Lạp Nhĩ           | Danh tướng dưới triều Càn Long, có công dẹp loạn Chuẩn Cát Nhĩ. Được ban hiệu Ngạch Nhĩ Khắc Ba Đồ Lỗ. Nhất đẳng Công. Thụy Vũ Tráng. |
| Y Lý Bố                   | 伊里布     | tiếng Mãn: ᡳᠯᡳᠪᡠ, chuyển tả: Ilibu                              | Ái Tân Giác La       | Giác La, hậu duệ Ba Nhã Lạt. Một trong những người tham gia vào Điều ước Nam Kinh |
| Y Khắc Đường A            | 依克唐阿   | tiếng Mãn: ᡳᡴᡨᠠᠩᡤᠠ, chuyển tả: Iktangga                         | Trát Lạp Lý (Trương) | Nhân vật quân sự thời Vãn Thanh. Được tứ hào "Pháp Thập Thượng A Ba Đồ Lỗ" |
| Hiếu Hiền Thuần hoàng hậu | 孝賢纯皇后 |                                                                 | Phú Sát              | Nguyên phối thê tử, Hoàng hậu đầu tiên của Càn Long |
| Hiếu Nghi Thuần hoàng hậu | 孝儀純皇后 |                                                                 | Ngụy                 | Sinh mẫu của Gia Khánh |
| Hiếu Trinh Hiển Hoàng hậu | 孝貞顯皇后 |                                                                 | Nữu Hỗ Lộc           | Kế thất, Hoàng hậu đầu tiên của Hàm Phong. Trở thành Hoàng Thái hậu nhiếp chính thời Đồng Trị |
| Hiếu Khâm Hiển Hoàng hậu  | 孝欽顯皇后 |                                                                 | Na Lạp               | Sinh mẫu của Đồng Trị Trở thành Hoàng Thái hậu nhiếp chính thời Đồng Trị và Quang Tự |

### Hán Quân
- Phạm Thừa Mô
- Cao Ngạc
- Niên Canh Nghiêu
- Anh Liêm
- Trương Dung
- Di Thế Luân